# Thrips pallicornis
Thrips pallicornis är en insektsart som beskrevs av Ian A. Hood 1912. Thrips pallicornis ingår i släktet Thrips och familjen smaltripsar. Inga underarter finns listade i Catalogue of Life.